# Pont de l'amitié
Pour les articles homonymes, voir Pont de l'Amitié.
Le pont de l'amitié (en allemand : Freundschaftsbrücke) est un pont traversant la Sarre et le canal des houillères de la Sarre reliant Grosbliederstroff en France à Kleinblittersdorf en Allemagne. L'idée d'un pont reliant les deux rives apparait dans les années 1860. En 1880, un premier pont voit le jour, détruit au début de la Seconde Guerre mondiale. Il est reconstruit en 1964 puis remplacé par une passerelle en 1993.

## Histoire
Bliederstroff était une localité comprenant l’actuelle commune de Grosbliederstroff sur la rive gauche de la Sarre et Kleinblittersdorf sur la rive droite. Les préfixes groß- (en français : grand) et klein- (en français : petit) sont introduits au XVIe siècle et sont un indicateur du nombre d'habitants. Après la chute de Napoléon, le congrès de Vienne en 1815 et le deuxième traité de Paris, définissent une nouvelle frontière le long de la Sarre : cette frontière divise le village de Bliederstroff en deux et donne naissance aux deux localités indépendantes de Grosbliederstroff et Kleinblittersdorf, nouvelle commune rattachée à la Prusse. 
En 1871, à la suite de la guerre franco-prussienne, Grosbliederstroff appartient à l'Alsace-Moselle rattachée à la Prusse et Kleinblittersdorf à la Rhénanie prussienne. Grosbliederstroff redevient officiellement française par le traité de Versailles en 1919 tandis que Kleinblittersdorf appartient au territoire du bassin de la Sarre jusqu'en 1935 où elle rejoint le IIIème Reich. De 1940 jusqu'à la fin de la seconde Guerre Mondiale les deux villages sont à nouveau sous le pouvoir allemand. Grosbliederstroff redeviendra française, appartenant au département de la Moselle et Kleinblittersdorf sera successivement sous l'administration de la Sarre par les alliés, appartiendra au protectorat de la Sarre et enfin depuis le 1er janvier 1957 à la République fédérale d'Allemagne.

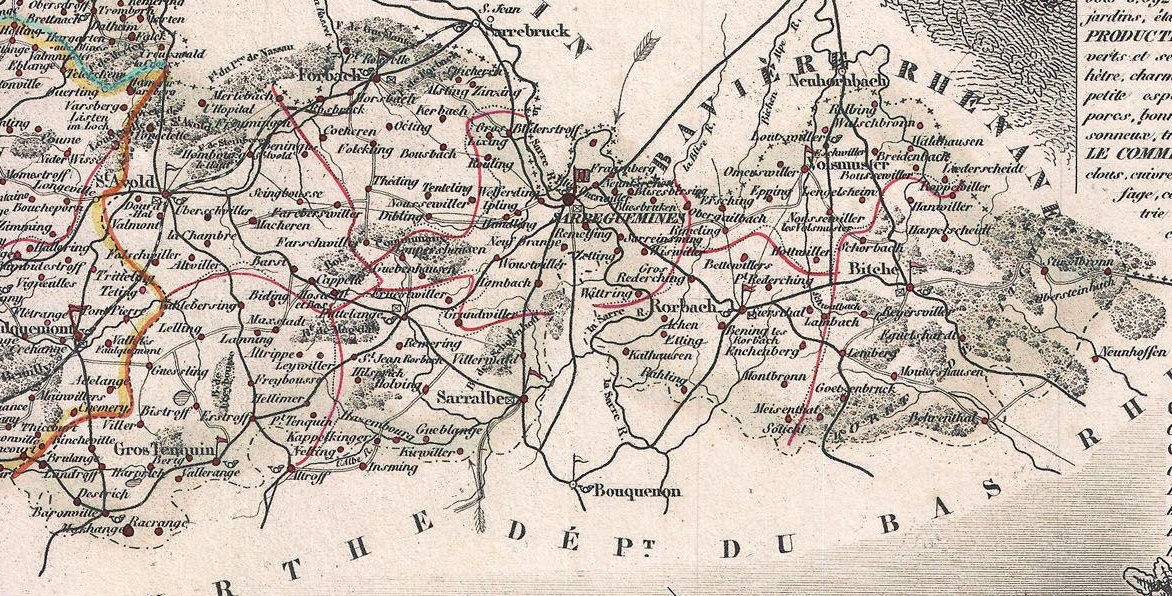
Arrondissement de Sarreguemines (Grosbliederstroff est au nord-ouest du chef-lieu) et frontière franco-prussienne avant 1871, carte de Victor Levasseur, 1852.

En 1868, le maire de Grosbliederstroff, M. Karst, puis son successeur M. Doub proposent la construction d'un pont traversant le canal, l'île et la Sarre pour faciliter les va-et-vient entre les deux villages. Il demande alors à la préfecture de Metz mais l'autorisation est refusée a plusieurs reprises. Le 21 août 1879, l'entreprise Richart-Schmidt de Luisenthal est chargée de l'exécution des travaux. Le 1er octobre 1880, le pont avec ses six piliers est franchissable pour les piétons, bien qu'encore privé de garde-fou. Une petite maison est bâtie à gauche du passage et à partir du 1er janvier 1881, les tarifs de péage, affichés de chaque côté de la rive, entrent en vigueur. Le passage des véhicules et des piétons peut commencer.

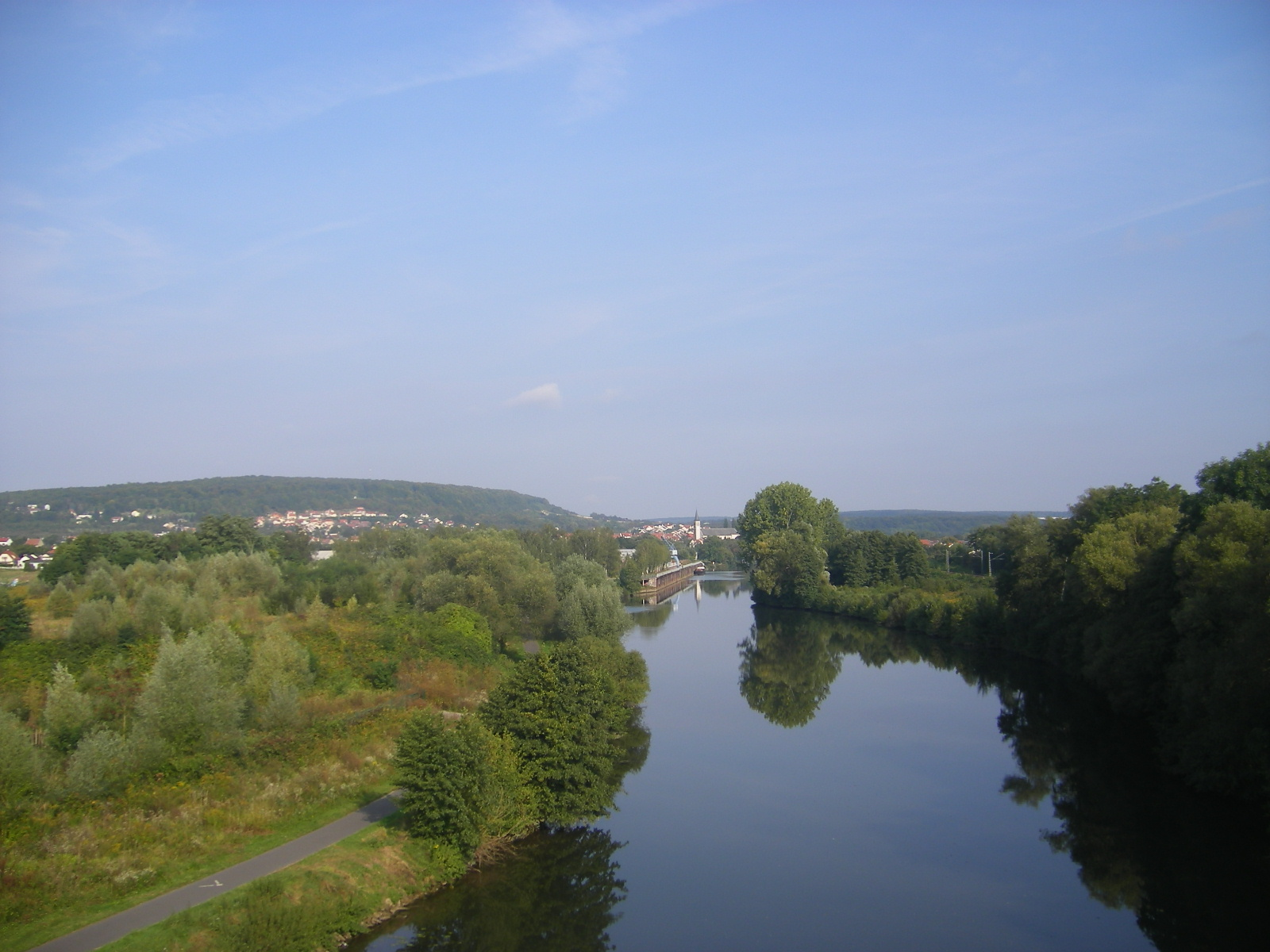
La Sarre entre Kleinblittersdorf et Grosbliederstroff en 2007.

À cette époque, beaucoup de Français traversaient le pont pour aller travailler à l'usine de Brebach, en Allemagne, et les habitants de Grosbliederstroff allaient eux acheter des marchandises. Le 9 septembre 1939, peu après le début de la seconde guerre mondiale, l’armée française fait sauter le pont pour contrer une potentielle offensive allemande et rendre la traversée de la Sarre plus difficile entre la ligne Siegfried et la ligne Maginot. Grosbliederstroff ayant été envahi peu de temps après, un pont de fortune en bois est mis en place par la Wehrmacht au même endroit puis est détruit à nouveau en 1944 lors de l’arrivée des Alliés. Les familles des deux côtés de la Sarre se sont trouvées séparées pour de nombreuses années. Heureusement, une femme, nommée Anna, transportait les gens des deux villages en bateau. C'était une très vieille barque et tous avaient peur de chavirer.

## Le pont de l’amitié

### Le pont de 1964
En janvier 1963 le chancelier allemand Konrad Adenauer et le président français Charles de Gaulle signent le traité de l’Élysée qui fixe les objectifs d’une coopération accrue entre l’Allemagne et la France dans les domaines des relations internationales, de la défense et de l’éducation. Les communes de Grosbliederstroff et Kleinblittersdorf ont donc rapidement mis en place une convention de jumelage et décidé de la construction d’un nouveau pont sur la Sarre reliant les deux pays. Cependant ce pont n’était pas neuf, il s’agissait en fait de la partie principale du « Kummerstegs », un pont en arc de quatre mètres de large situé sur la Sarre à Sarrebruck qui devait être remplacé par une nouvelle construction, le Wilhelm-Heinrich-Brücke. Le pont étant trop court, la partie surplombant le canal de la Sarre, sur le côté français, a été complétée par une construction en bois et en acier d’une largeur de deux mètres. La reconstruction de ce segment en 1981 a permis la traversée de bateaux touristiques plus importants jusqu’à Sarreguemines par le canal, la Sarre n’étant pas navigable à cet endroit. En 1968 le pont prend le nom de Pont de l’amitié – « Freundschaftsbrücke » en allemand.

### Le pont de 1993
En raison de l’âge avancé de la structure les opérations de maintenance et d’entretien se révèlent être de plus en plus coûteuses. Le pont de l’amitié étant uniquement piétonnier la traversée de la frontière franco-allemande ne peut s’effectuer qu’au niveau de Rilchingen-Hanweiler et Sarrebrück-Güdingen. Il y a donc, dans les années 1970, une nécessité de créer un passage routier sur la Sarre afin de faciliter la traversée des véhicules entre les deux pays. Au début des années 1980 un pont routier est construit au niveau d’Auersmarcher à quelques kilomètres du pont de l’amitié, il relie la Bundesstraße 51 en Allemagne à la Route Nationale 61 et la Départementale 31 bis qui rejoint l’autoroute Sarrebruck-Paris à Forbach.
Peu après la réalisation de ce pont desservant la B 51 en Allemagne il était nécessaire de surélever le pont piétonnier pour permettre la traversée de cette route située en contrebas, il a alors été décidé de construire un nouveau pont. La mise en chantier du nouveau pont a commencé à la fin de l’année 1992 et son inauguration a eu lieu le 12 septembre 1993 par les maires Günther Brettar de Kleinblittersdorf et Jean Jung de Grosbliederstroff mais aussi le ministre de l’environnement sarrois Jo Leinen. Cette cérémonie a été suivie par la population depuis l’ancien pont situé à seulement quelques mètres et qui avait été laissé en l’état pour permettre la traversée quotidienne de près de 800 personnes pendant les travaux. Cette nouvelle construction qui repose sur trois piliers en béton mesure 3,5 mètres de large et 140,2 mètres de long, elle traverse les deux cours d’eau et l’île. Les deux parties du pont mesurent respectivement 58,8 et 65,9 mètres tandis que le tronçon qui surplombe l’île mesure 14,2 mètres. Les coûts de construction s’élèvent à quatre millions de Deutsche Mark soit près de deux millions d’euros.
Le 5 mai 2004, pour fêter les quarante ans de la présence d’un pont après la guerre, de nombreuses personnalités politiques de Sarre et de Moselle se sont rencontrées pour signer une déclaration commune en vue de la création de l’Eurodistrict Saar-Moselle. Le pont est le lieu de rencontre pour les cérémonies transfrontalières, ainsi le 14 juillet 2018, de nombreux élus et habitants y sont rassemblés pour fêter les 50 ans du jumelage entre Grosbliederstroff et Kleinblittersdorf. En 2020, en raison de la pandémie de Covid-19, l'Allemagne décide de fermer ses frontières avec la France. Pour la première fois depuis la mise en place de l'espace Schengen, il n'est plus possible de passer de part et d'autre de la frontière ; un ruban de police barre l'accès. Le 18 mai 2020, la Fête de l'Europe est célébrée du côté allemand alors qu'il n'est toujours pas possible de franchir la frontière. Il faut attendre le 15 juin 2020 pour que le passage soit officiellement autorisé entre l'Allemagne et la France, de nombreux élus sont présents pour dénoncer la décision qui a conduit à la fermeture des frontières.

## Galerie

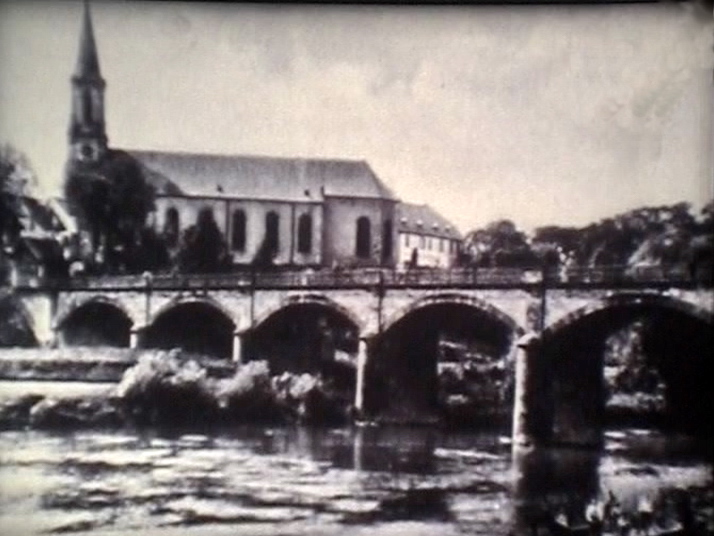
Le pont de 1880.
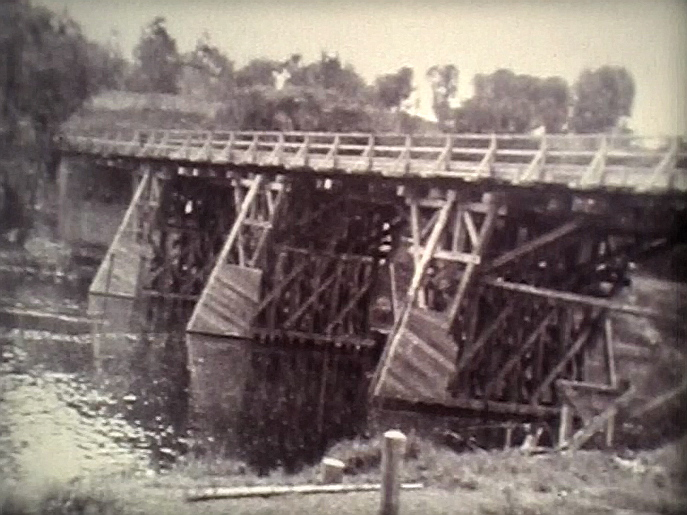
Le pont provisoire en 1940.
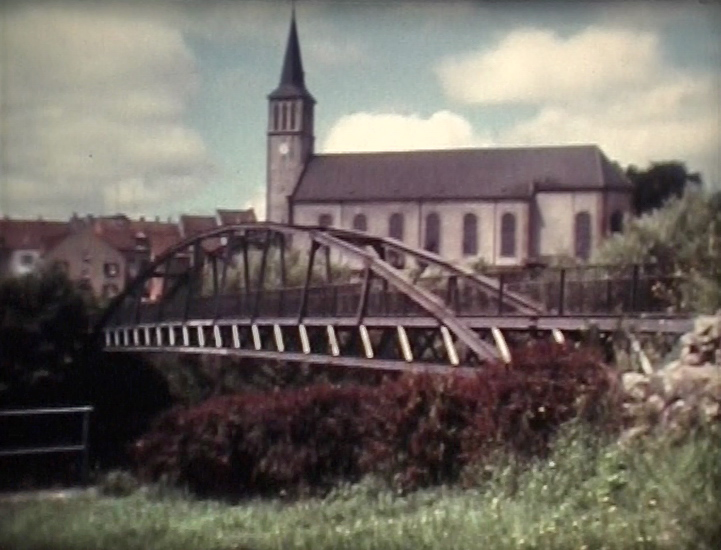
Le Kummersteg de 1964.
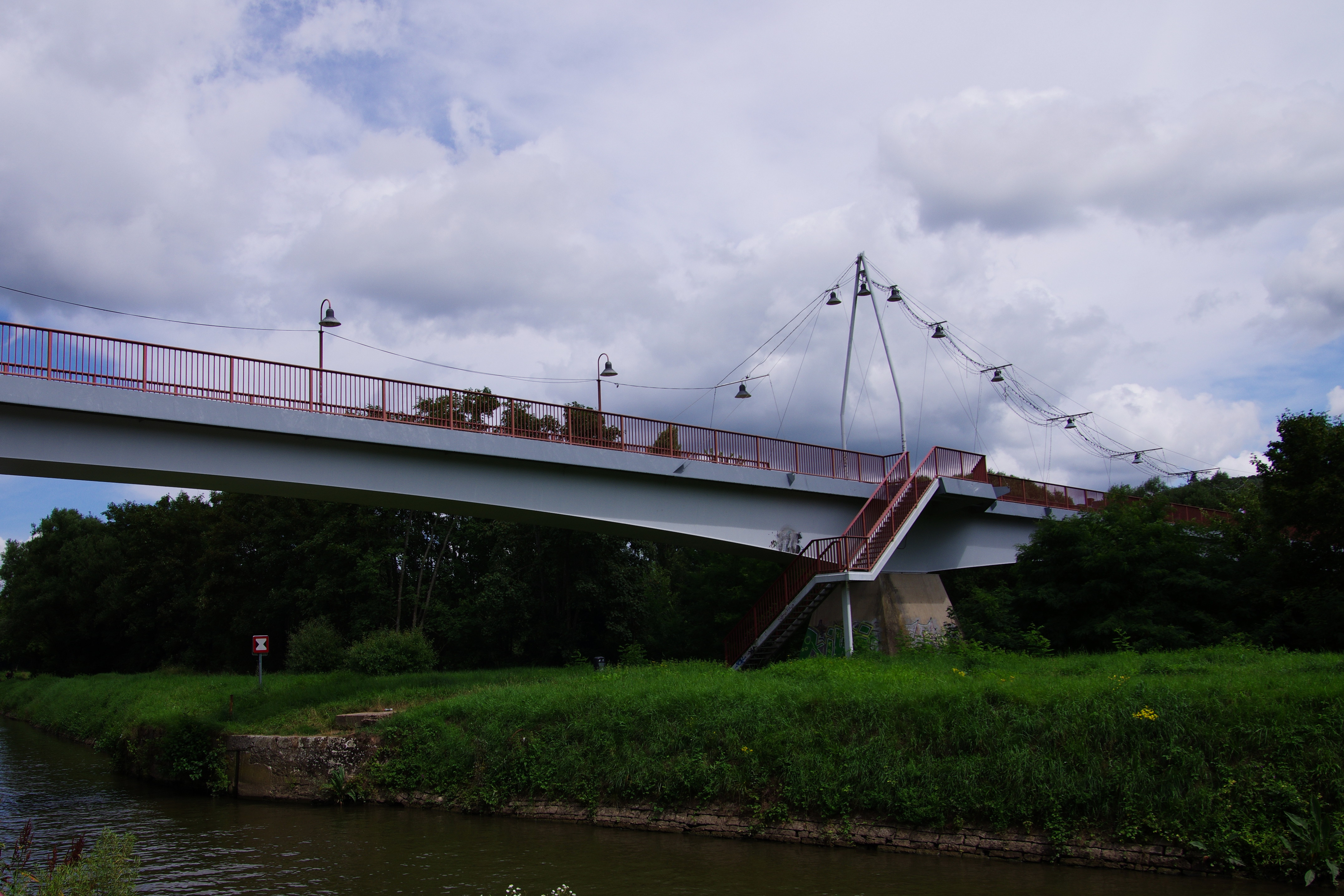
Le Pont de l'Amitié de 1993.
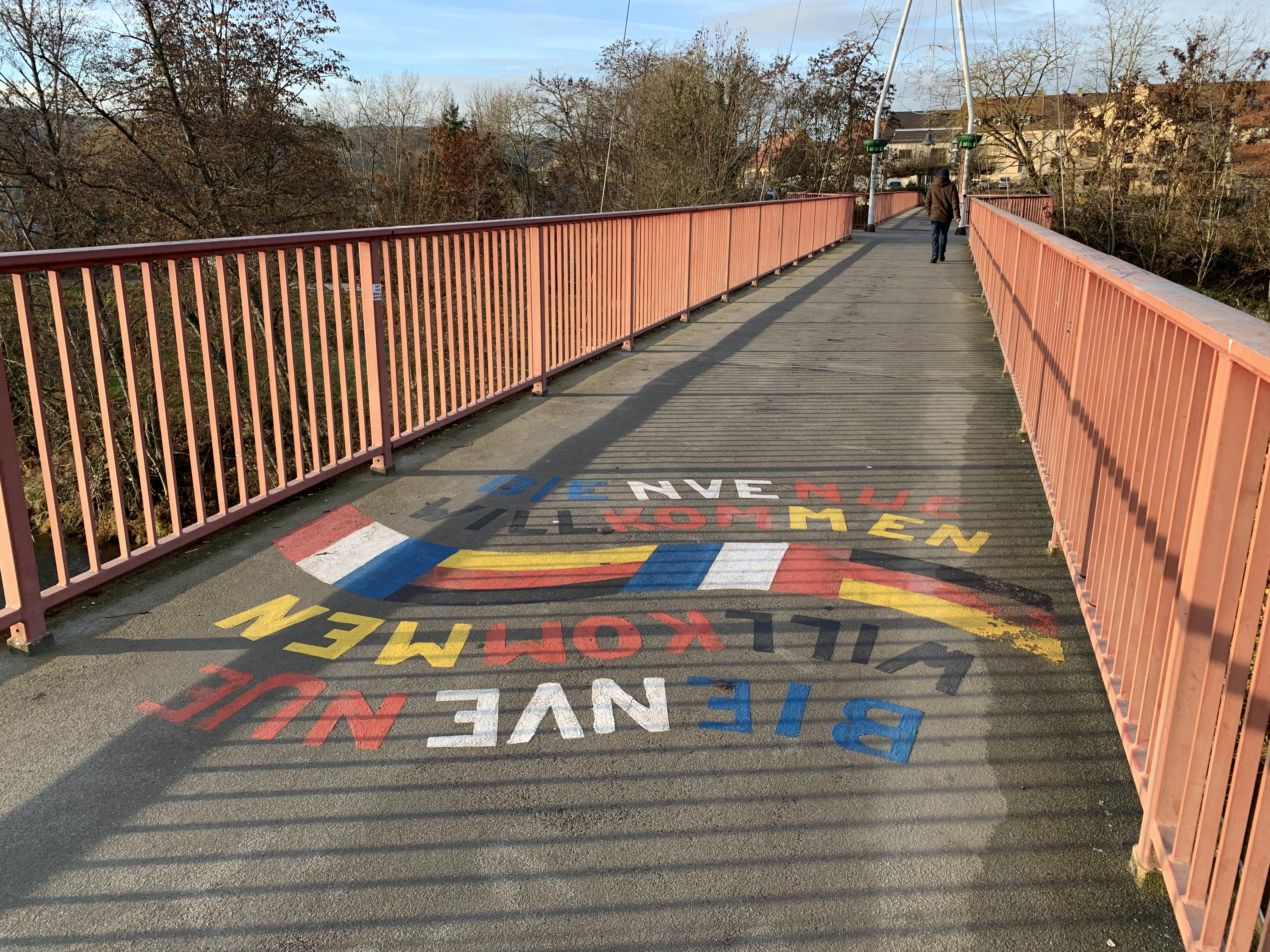
Frontière entre Grosbliederstroff et Kleinblittersdorf.